# Françoise Blanchard
Pour les articles homonymes, voir Blanchard.
Françoise Blanchard est une actrice et directrice artistique française, née le 6 juin 1954 à Saint-Mandé et morte le 24 mai 2013 à Caen,.

## Biographie
Françoise Blanchard fait ses débuts au cinéma à la fin des années 1970. Elle tourne dans plusieurs comédies légères comme N'oublie pas ton père au vestiaire (1982) ou Le Facteur de Saint-Tropez (1985). Elle est principalement connue par ses rôles dans le cinéma bis. Elle tourne ainsi sous la direction de Jean Rollin  (La Morte vivante, Les Trottoirs de Bangkok), de Jesús Franco (La Chute de la maison Usher, À la poursuite de Barbara) ou encore de Bruno Mattei (Caligula et Messaline, Les Aventures sexuelles de Néron et de Poppée).
À partir des années 1990, elle se consacre essentiellement au doublage de dessins animés et de séries télévisées.
En 1998, elle joue au théâtre sur la scène de la Comédie de Paris dans Couples en turbulences, une comédie d'Eric Assous, avec Bernard Menez pour partenaire.
Elle a été la voix de Lapin Malin dans tous les jeux vidéo éducatifs de la série Lapin Malin.
Françoise était aussi connue pour avoir été entre 1993 et 1996 la première voix française du renard Miles "Tails" Prower dans les premiers dessins animés de Sonic, elle sera remplacée par Marie-Eugénie Maréchal à partir de 2003 avec l'arrivée de Sonic X. Elle dirigeait aussi la direction artistique du dessin animé Totally Spies. 
Elle meurt à l'âge de 58 ans en mai 2013.

## Filmographie
- 1979 : Les Joyeuses Colonies de vacances de Michel Gérard : l'infirmière
- 1980 : Une si jolie petite fille de Jacques Peroni
- 1980 : Une maison bien tranquille de Jean-Claude Strömme
- 1981 : Caligula et Messaline de Bruno Mattei et Jean- Jacques Renon : Agrippine
- 1981 : La Maison Tellier de Pierre Chevalier : la veuve
- 1981 : Les Brigades roses de Jean-Claude Strömme
- 1981 : L'Oasis des filles perdues (El oasis de las chicas perdidas) de José Jara : Annie
- 1982 : Les P'tites Têtes de Bernard Menez
- 1982 : N'oublie pas ton père au vestiaire de Richard Balducci : Juliette
- 1982 : Les Aventures sexuelles de Néron et de Poppée (Nerone a Poppea) de Bruno Mattei
- 1982 : La Morte vivante de Jean Rollin : Catherine Valmont
- 1982 : La Chute de la maison Usher de Jesús Franco : Melissa
- 1983 : L'émir préfère les blondes d'Alain Payet : Sylvie
- 1983 : On l'appelle catastrophe de Richard Balducci : la fille
- 1984 : Les Trottoirs de Bangkok de Jean Rollin : Claudine
- 1984 : Venus de Peter Hollison : Annie
- 1985 : Y'a pas le feu de Richard Balducci : Juliette
- 1985 : Le Facteur de Saint-Tropez de Richard Balducci : Maria Ficelle
- 1986 : Les Amazones du temple d'or d'Alain Payet : une amazone
- 1986 : Sida, la peste del siglo XX de Jesús Franco
- 1991 : À la poursuite de Barbara de Jesús Franco
- 1997 : Alliance cherche doigt de Jean-Pierre Mocky : Mme Chaneloup
- 2007 : La Nuit des horloges de Jean Rollin

## Doublage

### Cinéma

#### Films
- 1994 : Street Fighter : Cammy White (Kylie Minogue)
- 1994 : L'Histoire sans fin 3 : Retour à Fantasia : Jane Bux (Tracey Ellis)
- 1995 : Hackers : Margo (Lorraine Bracco)
- 1999 : Allô, la police ? : Nell Fenwick (Sarah Jessica Parker)

### Télévision

#### Séries télévisées
- Orgueil et Préjugés : Caroline Bingley (Anna Chancellor)

#### Séries d'animation
- 1932 : Betty Boop (série de courts-métrages) : Betty Boop (4e voix)
- 1987 : King Arthur : Viviane
- 1988 : L'Histoire du Père Noël[3] : Jojo
- 1989 : Cœur[4] : Nino (1re voix)
- 1991 : Draculito, mon saigneur : Draculito
- 1991 : Les Aventures de la Famille Glady[5] : Tom
- 1991 : Lucky Luke : Coyotito / Miss Jingle / Pipo / Gladys / Edna
- 1991 : Les Tortues Ninja : Irma (2e voix, épisodes 107 à 137) / Baxter Stockman
- 1992 : Bucky O'Hare... contre les Krapos ! : Willy
- 1993 : Souris souris : Voix additionnelles
- 1994 : Fantôme 2040 : Hélène
- 1994 : La Légende de Blanche-Neige : Maude / Mylarka / Marie / Cathy / Flora / Mylfée / Memol
- 1995 : Les Aventures de Sonic : Miles « Tails » Prower
- 1996 : Sonic le hérisson : Miles « Tails » Prower / Dulcy / Marilyn
- 1996 : Equipières de choc : Yoriko (Doublage vidéo, 2007)
- 1996 : Eightman : Sam (OAV)
- 1996 : Babel II : Yuka Ozenji (OAV)
- 1998 : Poil de carotte : Rémi / Agathe
- 1998 : Michel Strogoff : Sangarre la Bohémienne
- 1999 : Cybersix : Voix diverses
- 1999 : Les Globulyss[6] : Voix diverses
- 1999 : Inspecteur Mouse : Voix additionnelles
- 2000 : Fantômette : Mme Charpentier / Véra Vérabova
- 2001 : Mes voisins les Yamada : Matsuko (1er doublage)
- 2003 : Mon Ami Marsupilami : Voix additionnelles
- 2003 : Martin Mystère : Voix additionnelles
- 2006 : Team Galaxy : Mme Roskoff, la mère de Spavid

### Jeux vidéo
- 1997 : Lapin Malin : Maternelle 1 (en) : Lapin Malin
- 1997 : Lapin Malin : Maternelle 2 : Lapin Malin et Poney magique
- 1997 : Lapin Malin : Maternelle 3 (en) : Lapin Malin et Charlie l'écureuil
- 1998 : Lapin Malin : Cours préparatoire (en) : Lapin Malin et Charlie l'écureuil
- 1998 : Lapin Malin : L'Île aux pirates : Lapin Malin
- 1998 : Lapin Malin : Voyage au pays de la lecture (en) : Lapin Malin
- 1998 : Le Club des Trouvetout : La Cité perdue (en) : Kim, Zoé, la reine Itchabella, une des deux araignées et le Tronc-ferry
- 1998 : Le Club des Trouvetout : Les Secrets de la pyramide (en) : Kim et Bastet
- 1998 : Le Club des Trouvetout : Mystère au Tibet (en) : Kim, la marchande, la photographe et la jeune villageoise
- 1999 : Lapin Malin : Éveil (en) : Lapin Malin et Charlie
- 1999 : Dracula : Résurrection : Mina et Dorko
- 1999 : Le Club des Trouvetout : L'Énigme du volcan (en) : Kim
- 1999 : Le Club des Trouvetout : Les Plantes carnivores (en) : Kim
- 2000 : Le Club des cinq joue et gagne : Mick
- 2000 : Le Club des cinq et le Trésor de l'île : Mick
- 2000 : Justine et l'étrange animal : Justine
- 2000 : Justine et la Pierre de feu : Justine
- 2001 : Le Club des cinq en péril : Mick et Mme Miller
- 2001[7] : Le Club des cinq : Le Mystère des catacombes : Mick et Mme Miller
- 2001 : Lapin Malin - Maternelle 2 : Sauvons les étoiles ! (en) : Lapin Malin
- 2001 : Lapin Malin : Turbulences à Édenville ! : Lapin Malin
- 2001 : Lapin Malin - CE1 : Le Défi des pirates : Lapin Malin et Mme Gorgonzola
- 2001 : Justine et l'Étoile verte : Justine
- 2001 : Justine et l'Île aux fruits rouges : Justine
- 2002 : E.T. Phone Home Adventure : Elliott
- 2003 : Lapin Malin : J'apprends à lire au pays des mots ! : Lapin Malin
- 2005 : Lapin Malin - Maternelle 3 : Rebondissements à Ballonville ! : Lapin Malin / Truchou / le deuxième papillon / le troisième papillon
- 2005 : Madagascar : voix additionnelles
- 2006 : Lapin Malin - Le Globe magique : Chasse au trésor sur la Terre : Lapin Malin

### Direction artistique

#### Séries d'animation
- Totally Spies!
- Team Galaxy
- Martin Mystère
- Monster Buster Club
- Mon Ami Marsupilami
- Nini Patalo

#### Jeux vidéo
- 1998 : Le Club des Trouvetout : La Cité perdue (en)
- 1998 : Le Club des Trouvetout : Les Secrets de la pyramide (en)